# Cornelis Anthonisz.

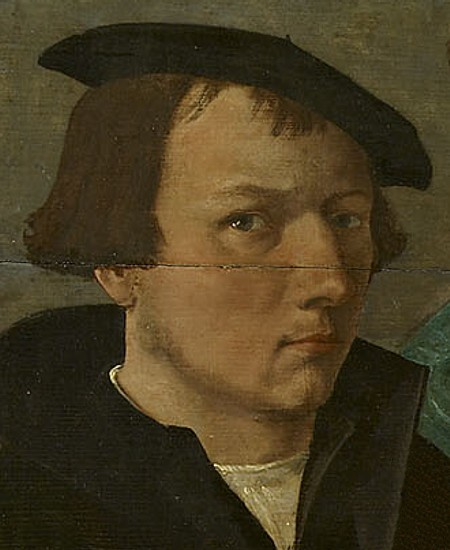
Cornelis Anthonisz. - Selbstporträt 1533

Cornelis Anthonisz. (* um 1505 in Amsterdam; † 1553 ebenda) war ein niederländischer Maler und Kartograph. Daneben fertigte er zahlreiche Holzschnitte an. Anthonisz. ist die Kurzform für Anthoniszoon und bedeutet Sohn des Anthoni. Als Nachname findet sich in manchen Quellen Teunissen.

## Leben und Werk
Cornelis Anthonisz. wurde um 1505 in Amsterdam geboren. Er war ein Enkel von Jacob Cornelisz. van Oostsanen, der ihn wahrscheinlich zu malen lehrte, und ein Neffe von Dirck Jacobsz. Zunächst fuhr er zur See und entwickelte sich zu einem geschätzten Navigator. Nach seiner Heirat 1527 ließ sich in Amsterdam nieder. Hier begann er Zeichnungen, Holzschnitte, Gravuren und Gemälde anzufertigen. Er war auch in öffentlichen Angelegenheiten aktiv, so als Stadtrat im Jahr 1547.
Im Jahr 1538 malte er im Auftrag der Stadt als Geschenk für Kaiser Karl V. das Gemälde Vogelfluchtkaart (Vogelflugkarte), die erste vollständige Karte von Amsterdam aus der Vogelperspektive. Zahlreiche Gebäude auf dem Bild sind heute noch erhalten. Jan Micker kopierte mehr als 100 Jahre später dieses Bild und ergänzte es um die Schatten von Wolken. Heute befindet sich das Gemälde im Amsterdam Museum.
Cornelis Anthonisz. ist vor allem für seine Holzschnitte bekannt, insbesondere für die Ansicht von Amsterdam aus der Vogelperspektive aus dem Jahr 1544, die in 12 Blöcken aus Holz gedruckt wurde. Diese Stadtansicht war sehr beliebt und wurde bis weit in das 17. Jahrhundert hinein in verschiedensten Versionen kopiert und vervielfältigt. Das Original wurde 1632 bei einem Brand im Rathaus von Amsterdam beschädigt und konnte erst 1932 restauriert werden. Laut der Legende auf der Stadtansicht wohnte Cornelis Anthonisz. hinter der Nieuwe Kerk mit einer schreibenden Hand als Zeichen am Haus, was als das Erkennungsmerkmal für Schreiber, Buchhändler und Kartographen galt. In der Legende wird sein Name mit Cornelis Anthoniszoon angegeben.
Von ihm stammt auch die Caerte van Oostlant (Karte von Ostland), eine Karte von Nord- und Ostsee mit den angrenzenden Küstenregionen von den Niederlanden bis zum Baltikum mit den südlichen Teilen von Norwegen und Schweden. Sie ist die älteste gedruckte Seekarte Nordeuropas. Holzschneider war der Antwerpener Arnold Nicolai.
Zu seinen Werken zählen auch allegorische Drucke, darunter auch De trap des levens (Die Treppe des Lebens), eine der ersten gesicherten Darstellungen einer Lebenstreppe, in der der Verlauf des menschlichen Lebens versinnbildlicht wird. Der Lebensverlauf wird in Form von auf- und absteigenden Stufen rund um torförmiges Bauwerk dargestellt, wobei der Höhepunkt des Lebens auf die fünfte Dekade fällt.
Er fertigte auch mehrere Ölgemälde von führenden Persönlichkeiten an. Nur zwei dieser Gemälde, die ihm zugeschrieben werden, sind noch erhalten: Braspenningsmaaltijd (Braspenningsmahlzeit), ein Gruppenbild einer Schützengilde beim Bankett von 1533 und ein Porträt des Reinoud III. van Brederode, Herr von Brederode und Vianen, Erbburggraf von Utrecht.

## Galerie

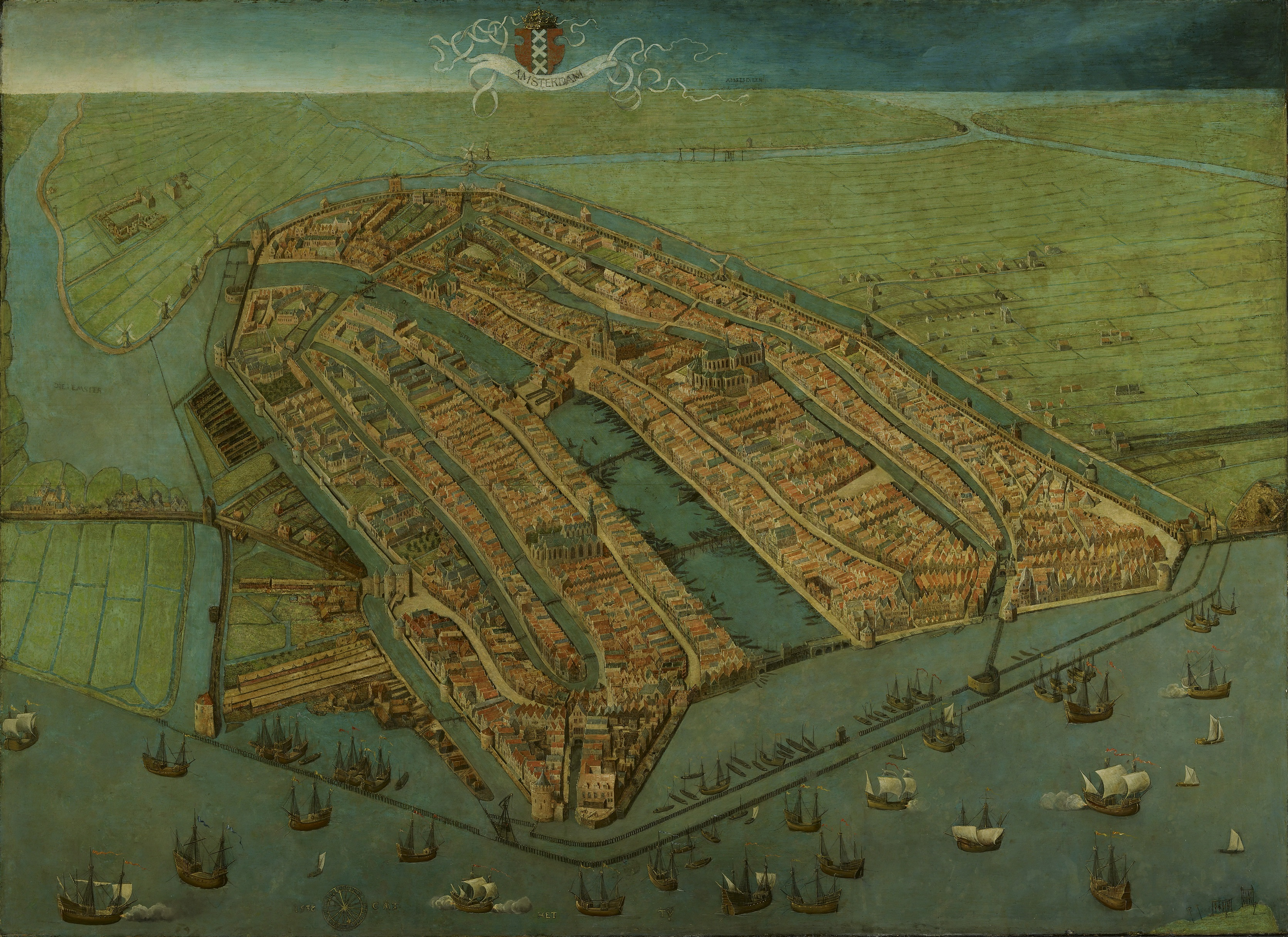
Vogelvluchtkaart – Amsterdam aus der Vogelperspektive (1538) Gemälde
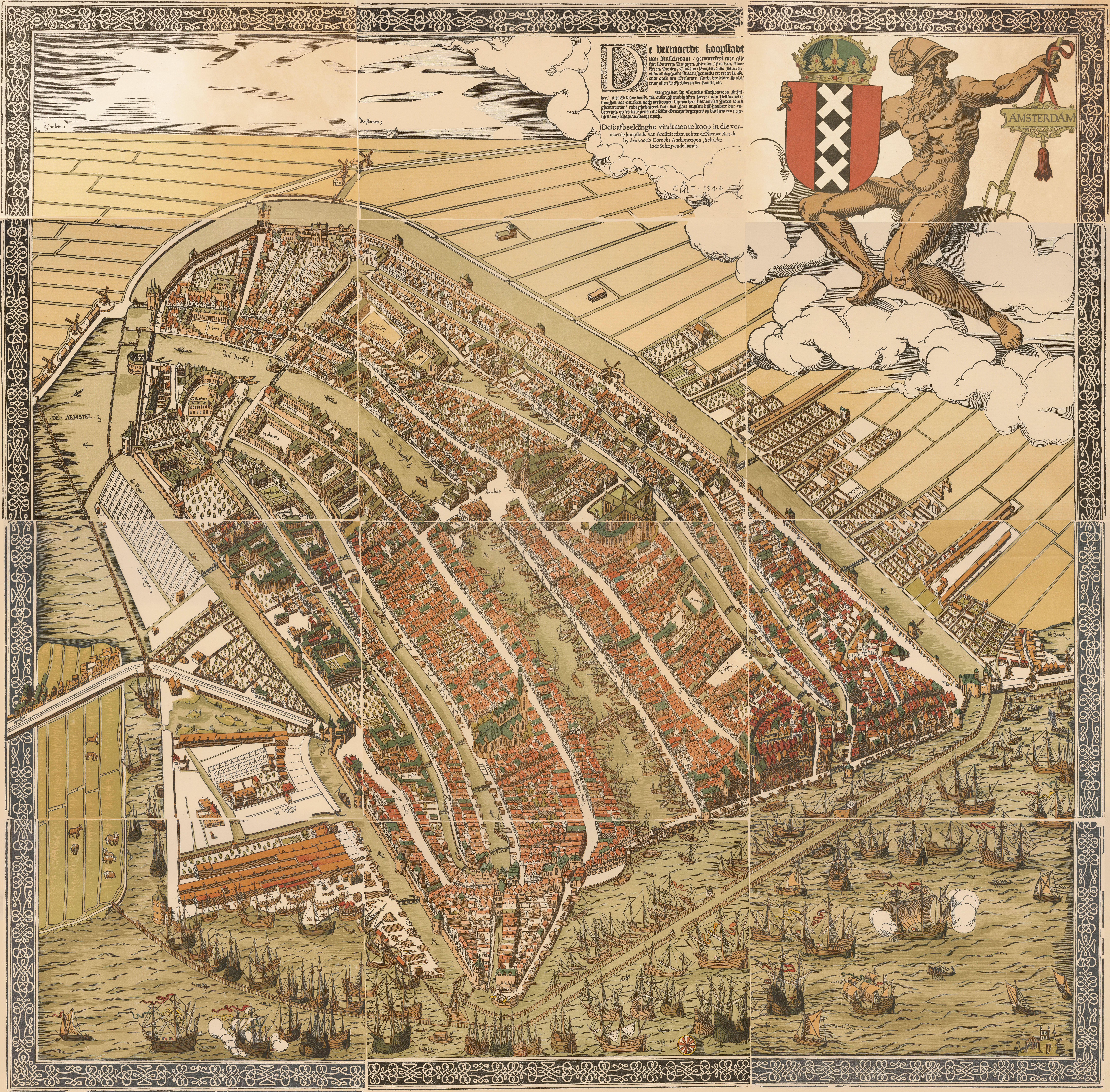
Vogelvluchtkaart – Amsterdam aus der Vogelperspektive (1544) Holzschnitt
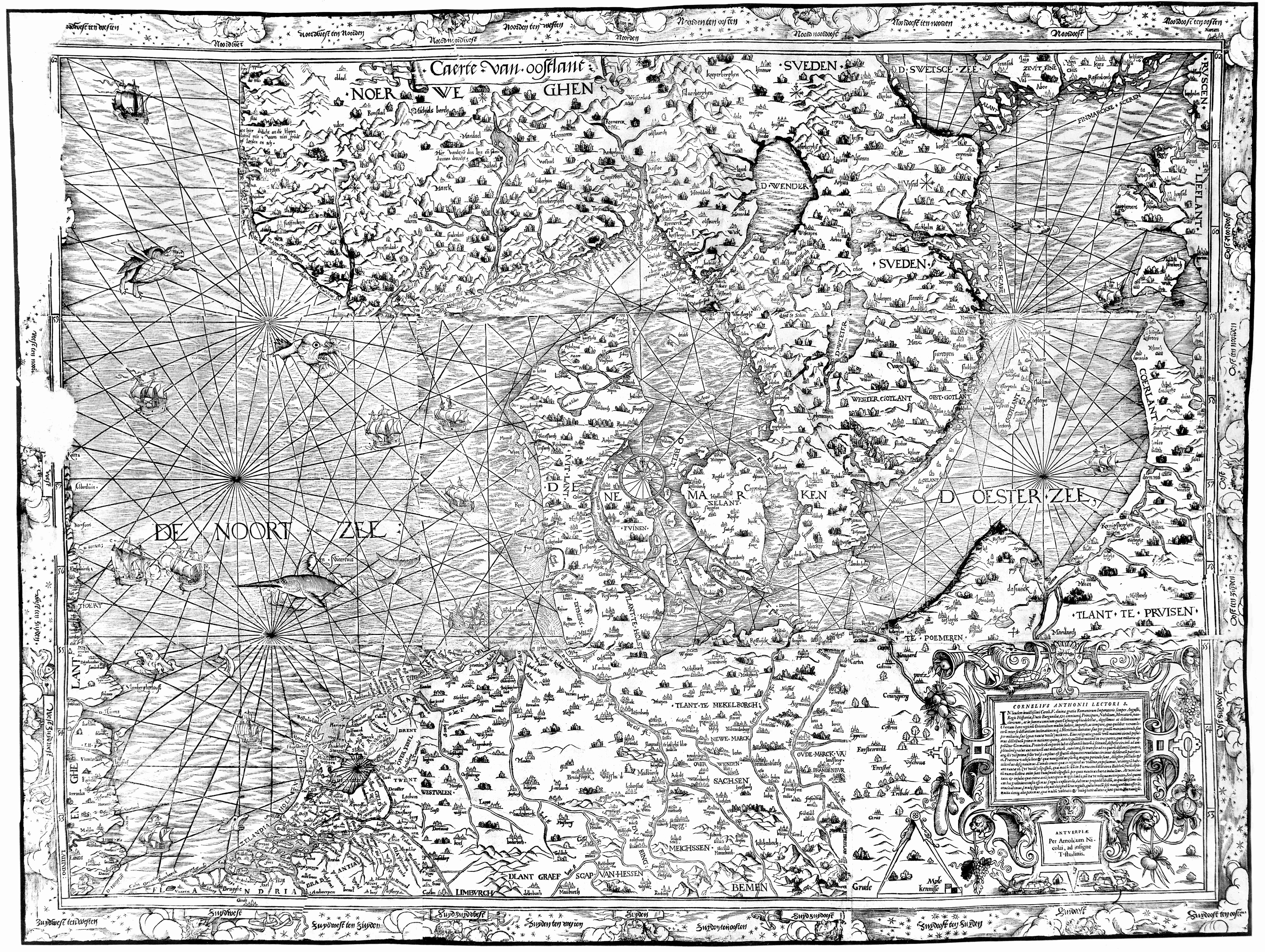
Caerte van Oostlant – Seekarte von Nord- und Ostsee (ca. 1560)
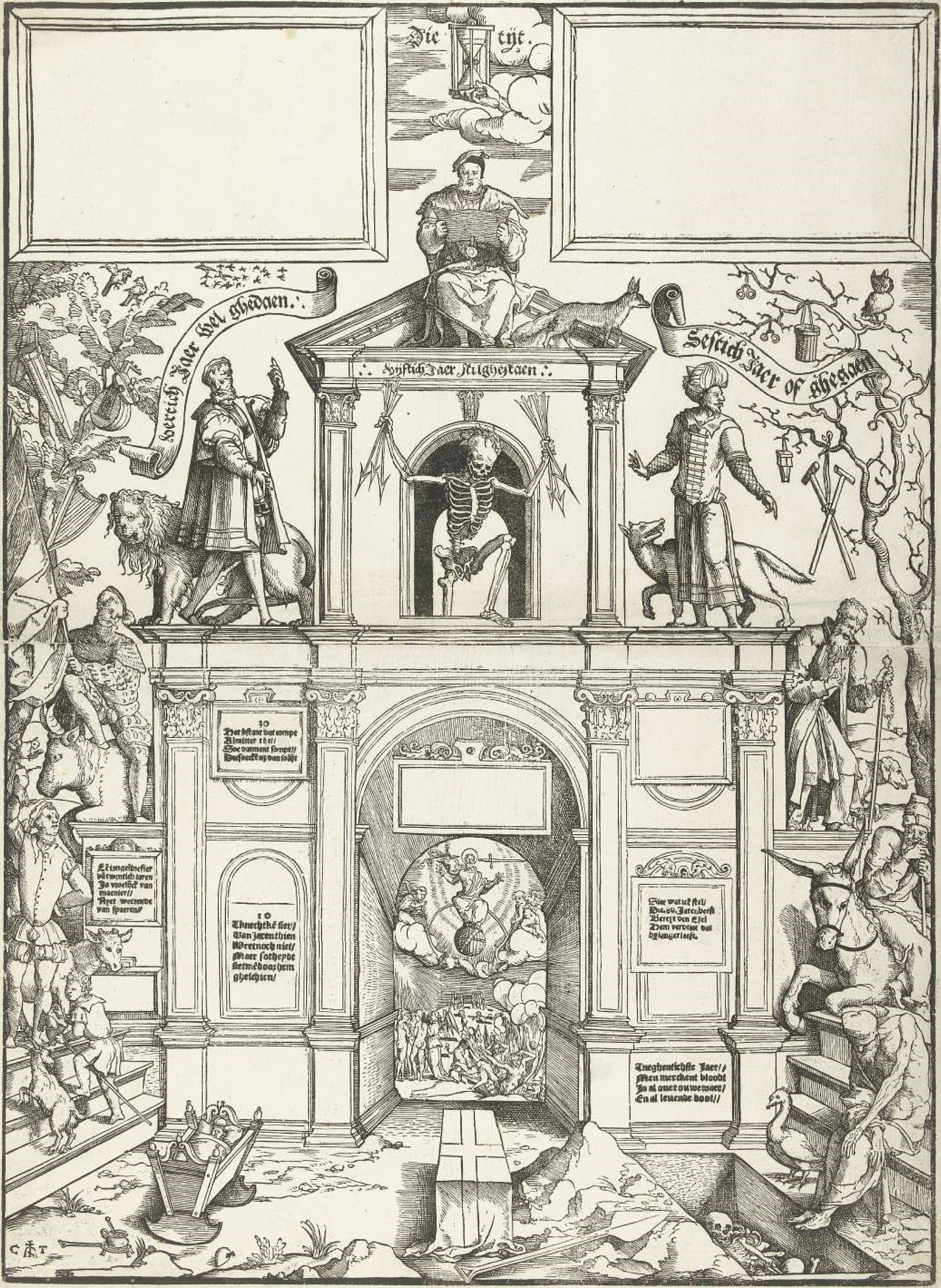
De trap des levens – Lebenstreppe (ca. 1550)
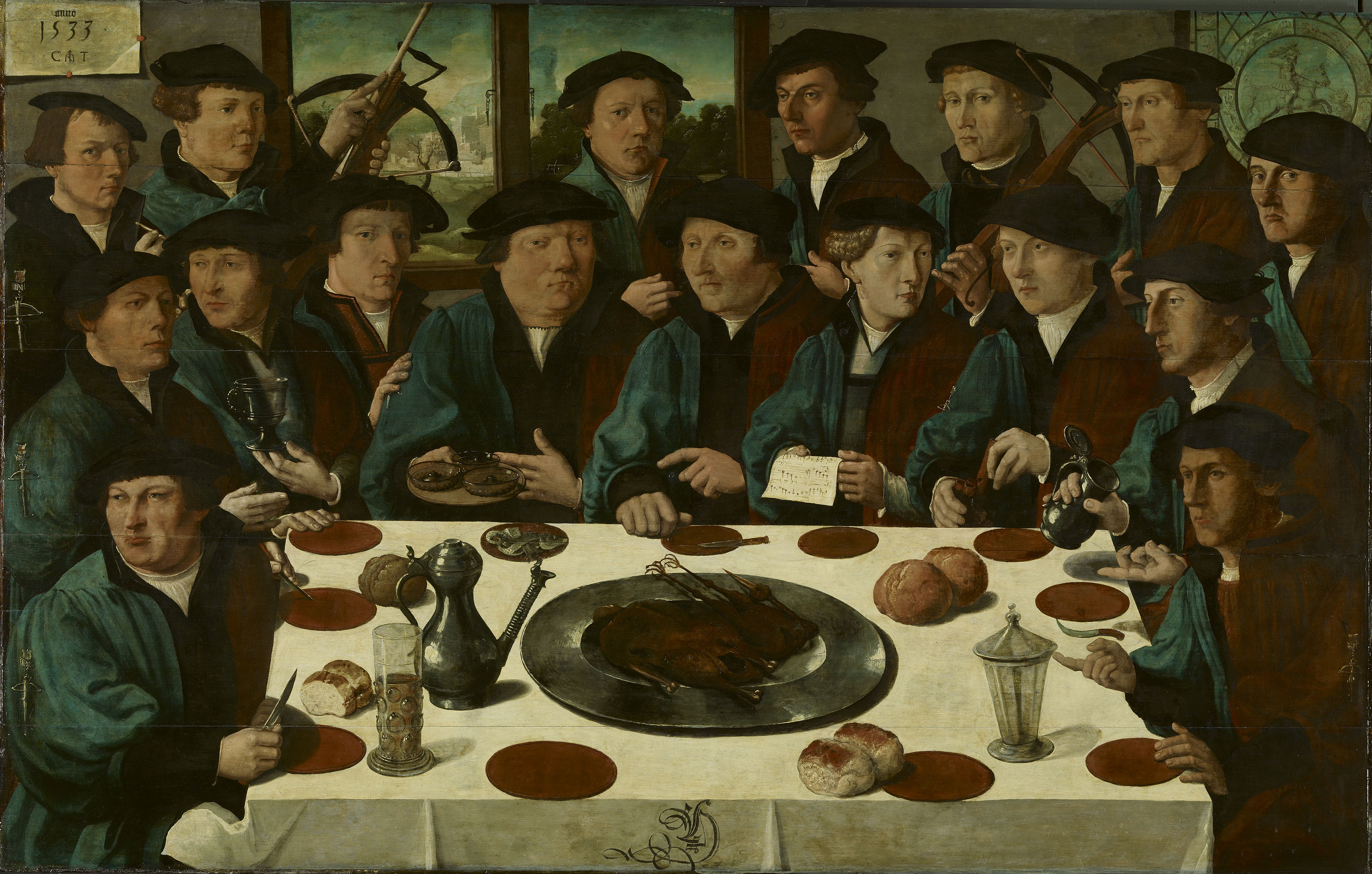
Braspenningsmaaltijd – Bankett einer Schützengilde (1533)
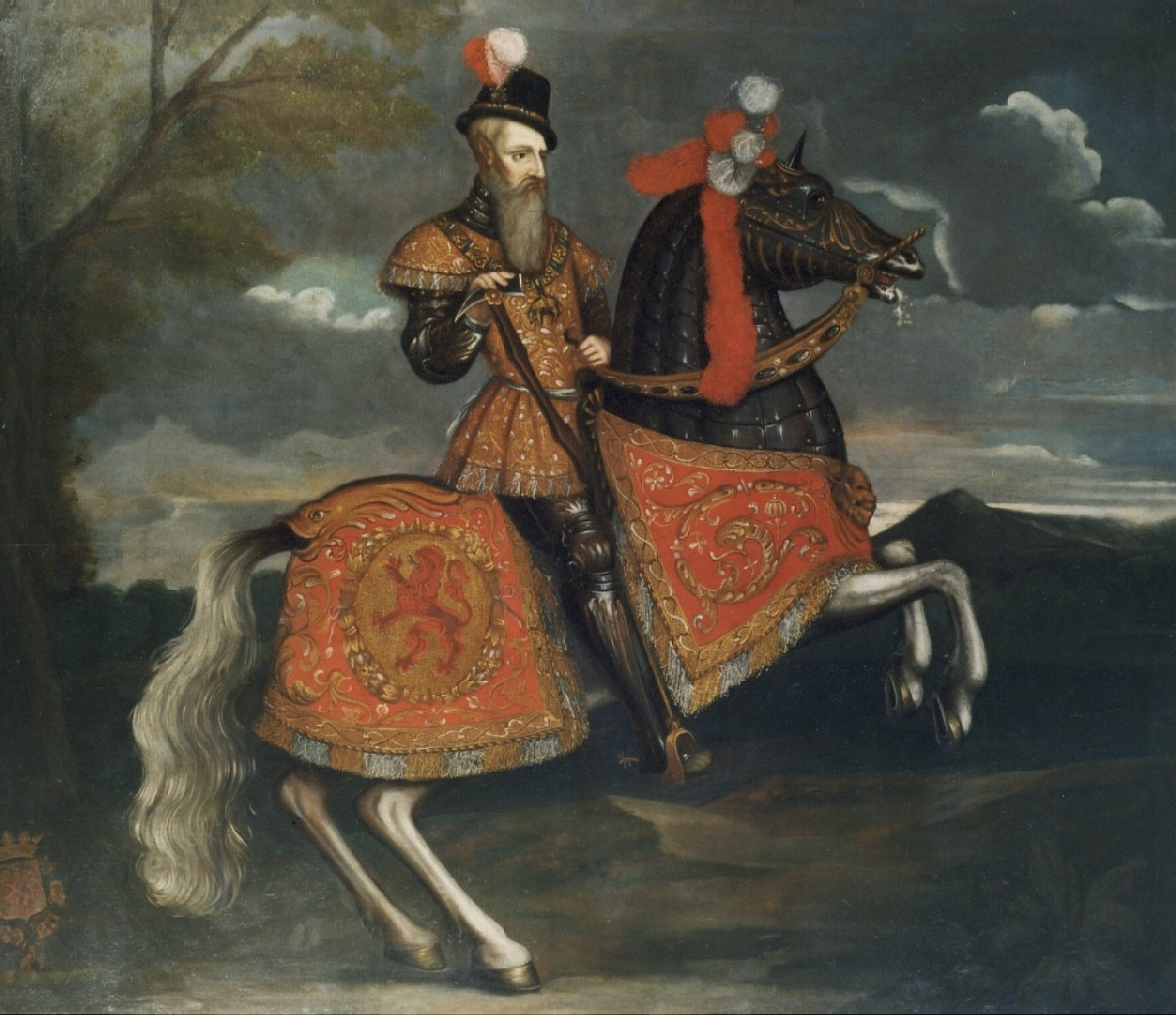
Reinoud III. van Brederode – Reiterstandbild (ca. 1550)